# گربه موکوتاه بریتانیایی
گربه موکوتاه بریتانیایی، (به انگلیسی: British Shorthair) نژادی از گربه‌های خانگی بریتانیایی است. این گربه‌ها دارای بدنی متمایز، پوشش متراکم و صورت پهن بوده و آشناترین نوع رنگ آن‌ها، «آبی بریتانیایی» است. شورت‌هیرها (موکوتاه‌ها) دارای پوششی خاکستری مایل به آبی، چشمان نارنجی و دمی با اندازه متوسط هستند. این نژاد همچنین در طیف گسترده‌ای از رنگ‌ها و الگوهای دیگر، توسعه یافته است. موکوتاه، یکی از قدیمی‌ترین نژادهای شناخته‌شدهٔ گربه است. در دوران مدرن، این گربه‌های بریتانیایی از محبوب‌ترین گربه‌ها در جهان هستند.

## تاریخچه
خاستگاه نژاد موکوتاه بریتانیایی به احتمال زیاد به قرن اول پس از میلاد، بازمی‌گردد و آن را به یکی از باستانی‌ترین نژادهای شناخته‌شدهٔ گربه در جهان تبدیل می‌کند. این گربه‌ها توسط رومی‌ها با هدف دور نگه داشتن مارها، موش‌ها و حشرات از اطراف اردوگاه‌ها، به بریتانیا وارد شدند.
این گربه‌ها سپس با جمعیت گربه‌های وحشی محلی اروپایی آمیخته شدند. در طول قرن‌ها، نوادگان آن‌ها به گربه‌هایی بزرگ و قوی با پوششی کوتاه اما بسیار ضخیم تبدیل شدند تا بهتر در شرایط محیطی خود مقاومت کنند. بر اساس آثار هنری به‌جامانده از قدیم، موکوتاه بریتانیایی مدرن، بدون تفاوت و مشابه نوع اولیه و قدیمی آن‌ها است.

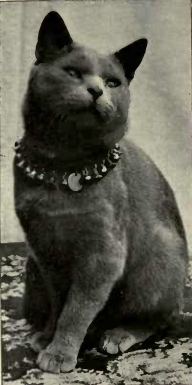
نمونهٔ قدیمی شورت‌هیر از کتاب گربه فرانسیس سیمپسون، ۱۹۰۳

پرورش انتخابی بهترین نمونه‌های این نژاد، در قرن نوزدهم با تأکید بر توسعهٔ نمونه‌هایی با رنگ پوشش غیرمعمول خاکستری آبی به نام «آبی بریتانیایی» یا «نوع انگلیسی» (برای تمایز آن از «نوع روسی») آغاز شد. موکوتاه بریتانیایی جدید در نخستین نمایشگاه گربه که توسط هریسون ویر در کاخ کریستال لندن در سال ۱۸۷۱ برگزار شد، به‌نمایش گذاشته و از محبوبیت اولیه زیادی برخوردار شد.
در دهه ۱۹۰۰ با ظهور نژادهای گربه ایرانی تازه و وارداتی و سایر نژادهای مو بلند، نژاد موکوتاه بریتانیایی، رو به نابودی رفت و در جنگ جهانی اول تولید مثل آن‌ها بسیار نادر شد. پرورش‌دهندگان بریتانیایی، برای حل این مشکل، نژاد گربه‌های بریتیش را با گربه‌های ایرانی، مخلوط کردند. ژن‌های جدید معرفی‌شده، در نهایت به پایه‌ای برای ایجاد گربه‌های موبلند بریتانیایی (بریتیش لانگ‌هیر) تبدیل شدند. تلاقی بریتیش‌ها با گربه‌های آبی روسی نیز رایج بود.

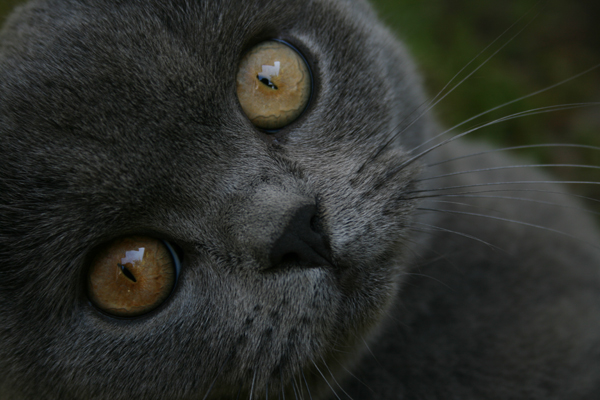
بریتیش شورت‌هیر نر جوان آبی بریتانیایی که چشم‌های مسی خاص گربه‌های با خز آبی را نشان می‌دهد.

## ویژگی‌ها

### ظاهر

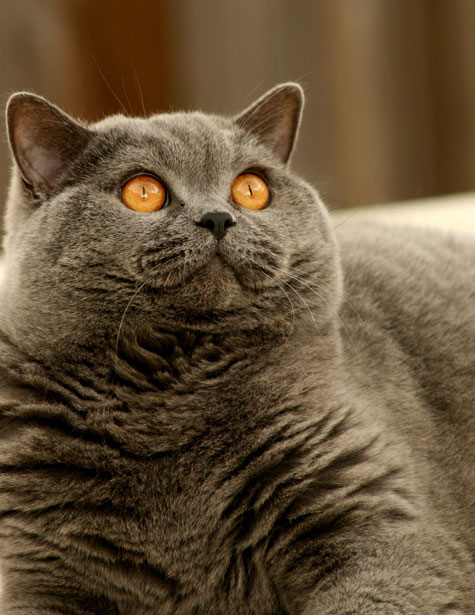
یک نر کاملاً بالغ بریتانیایی آبی

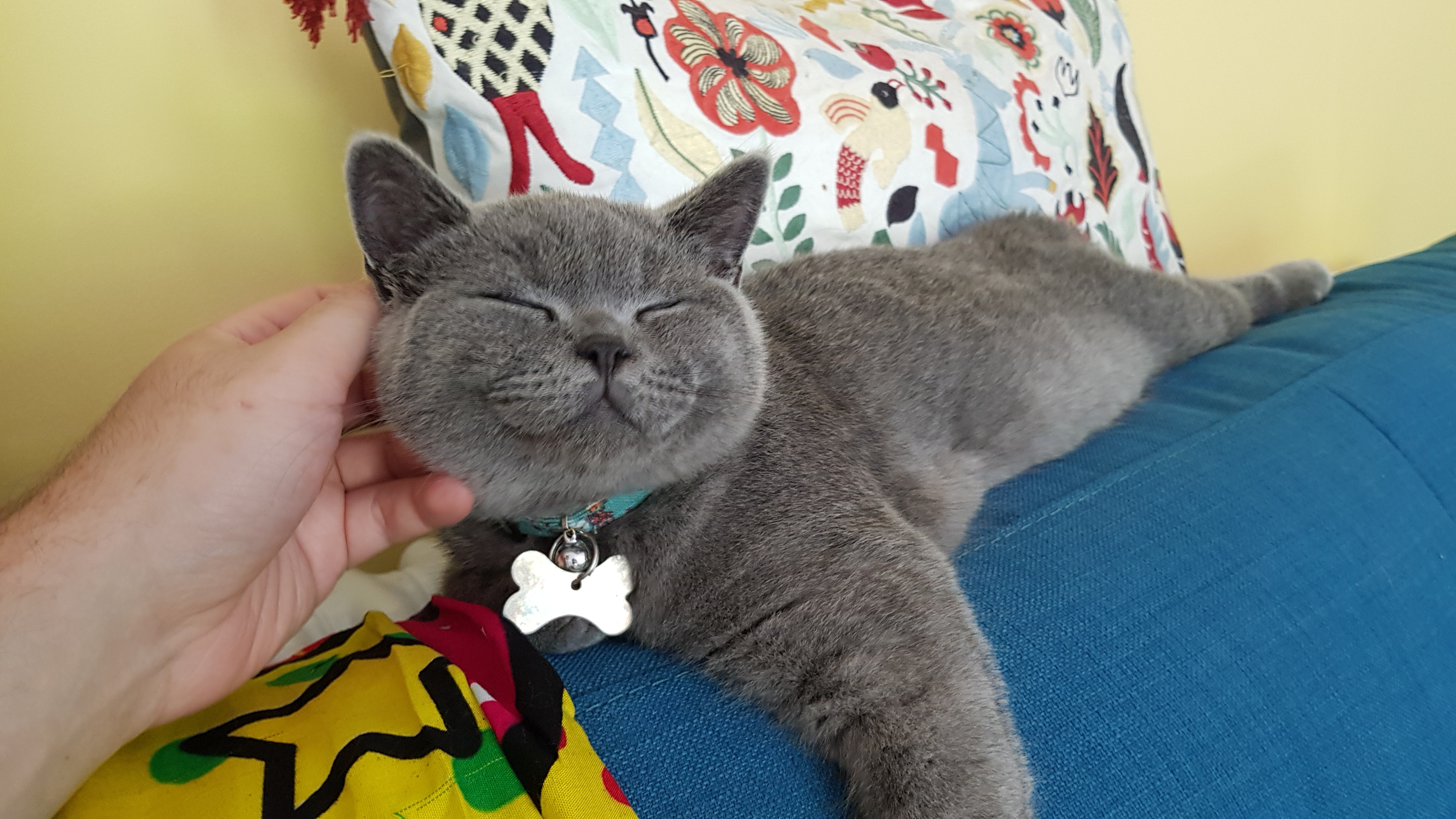
یک شورت‌هیر نر آبی بریتانیایی در حالی‌که ویژگی «لبخند گربه چشایر» کلاسیک را نشان می‌دهد که این نژاد به آن شهرت دارد.

موکوتاه بریتانیایی، گربه‌ای نسبتاً قدرتمند است که سینه‌ای پهن، پاهای ضخیم مستحکم با پنجه‌های گِرد و دمی با طول متوسط و نوک صاف دارد. سَر نسبتاً بزرگ و گرد، با پوزهٔ کوتاه، گونه‌های پَهن و چشم‌های گِرد درشت و به رنگ نارنجی مسی هستند.
نوع آبی بریتیش، ممکن است با اسکاتیش فولد خاکستری، نژادی که نزدیک به موکوتاه بریتانیایی است، اشتباه گرفته شود. با این‌حال، شورت‌هیر را می‌توان با داشتن گوش‌های مثلثی نوک‌تیز مشخص کرد، در حالی‌که اسکاتیش‌فولد، دارای گوش‌های نرم‌تر و تا شُده و خمیده است.
گربه‌های بریتیش، در مقایسه با اکثر نژادهای گربه، دیرتر بالغ می‌شوند و تقریباً در سه‌سالگی به رشد کامل جسمی می‌رسند. به‌طور غیرمعمول در میان گربه‌های خانگی، این گربه‌ها به‌طور قابل‌توجهی دارای نوعی دودیسی جنسی هستند، به‌طوری‌که میانگین وزن نَرها ۹–۱۷ پوند (۴٫۱–۷٫۷ کیلوگرم) و ماده‌ها دارای وزن ۷–۱۲ پوند (۳٫۲–۵٫۴ کیلوگرم) هستند.

### طرح و رنگ پوشش
پوشش موکوتاه‌های بریتانیایی، یکی از ویژگی‌های بارز این نژاد است. پوشش آن‌ها بسیار متراکم است. این پوشش، به جای حالت پشمی یا کُرکی، مخملی است، که هنگام حرکت حیوان، به‌طور قابل توجهی روی بدن گربه می‌شکند و جلب توجه می‌کند.

گربه‌های بریتیش شورت‌هیر، دارای رنگ‌های مشکی، آبی، سفید، قرمز، کرم، نقره‌ای، طلایی و اخیراً دارچینی و حنایی هستند. همهٔ رنگ‌ها و الگوها نیز ممکن است دارای طرحی پوست‌لاک‌پشتی باشند.

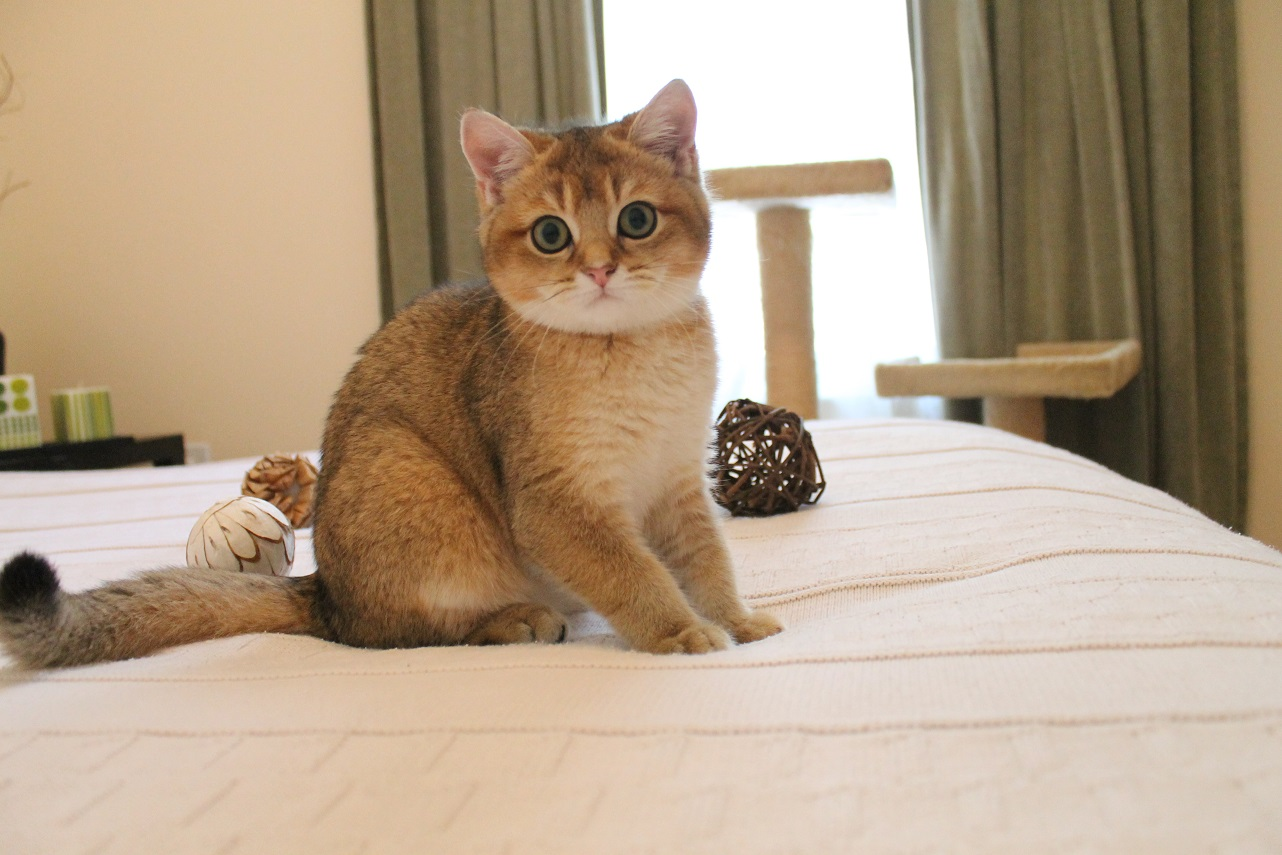
بچه گربهٔ نر طلایی ۴ ماهه
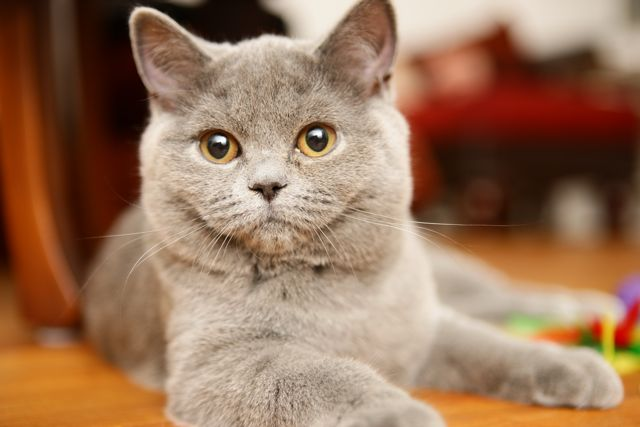
بچه گربهٔ ماده ۵ ماهه یاسی
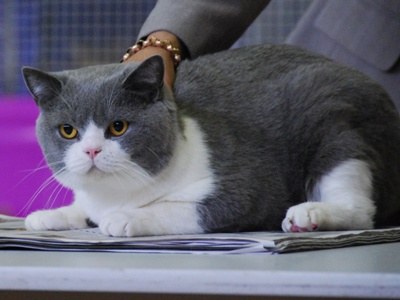
نر بالغ دو رنگ آبی
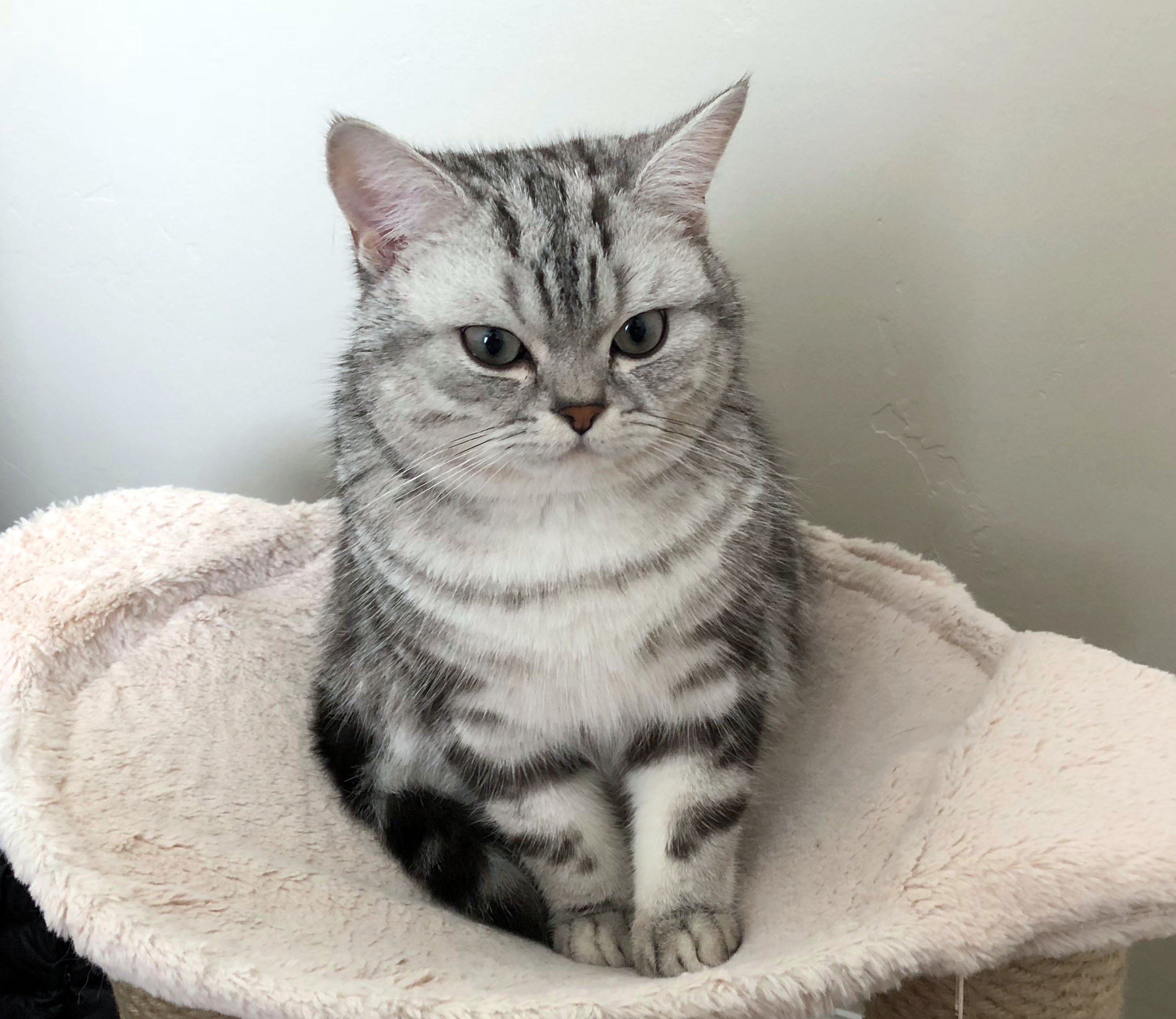
بچه گربهٔ نر کلاسیک نقره‌ای ۶ ماهه
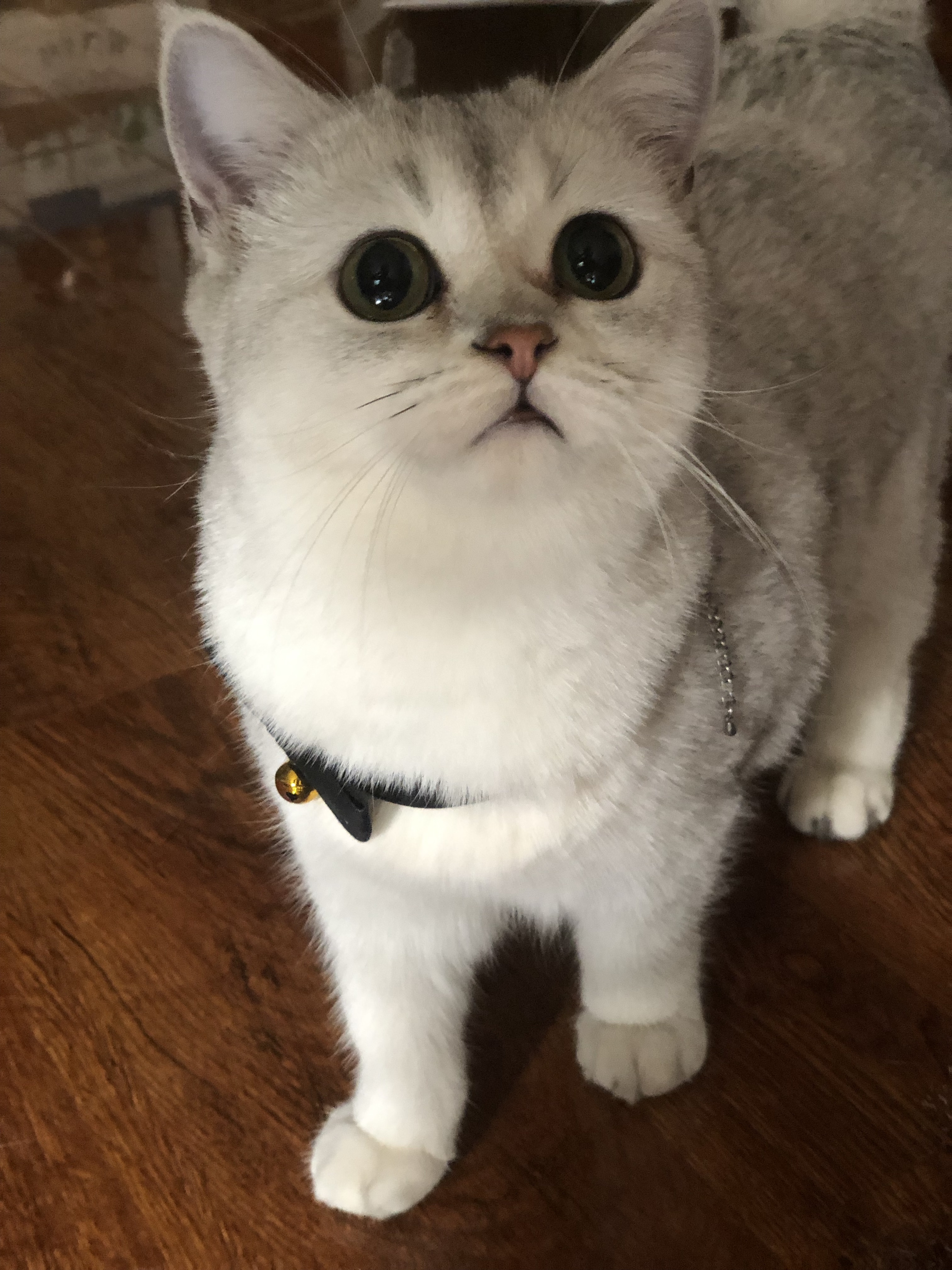
موکوتاه بریتانیایی با پوشش نقره‌ای

### خلق و خو

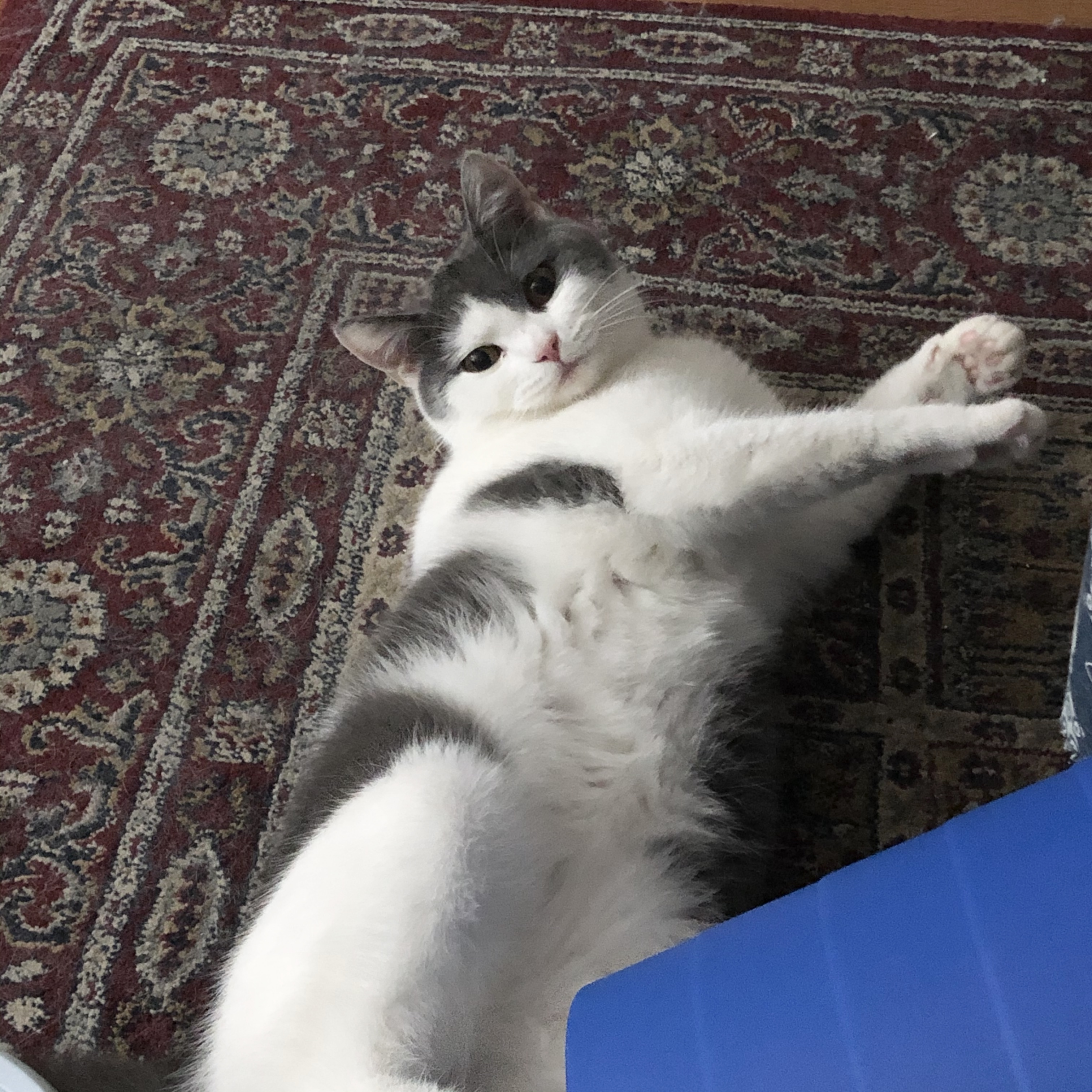
گربهٔ بریتیش ماده و جوان

شورت‌هیرها باوقار هستند و به اندازهٔ برخی نژادهای دیگر، فعال و بازیگوش نیستند. آن‌ها به صاحبان خود علاقه‌مند هستند و خود نیز مورد علاقه مربیان حیوانات هستند. آن‌ها همچنین تمایل دارند در اطراف سایر حیوانات خانگی و کودکان باشند اما به‌عنوان یک قاعده، دوست ندارند برداشته یا حمل و جابه‌جا شوند. این گربه‌ها به حداقل نظافت نیاز دارند و به‌خوبی به‌عنوان گربهٔ خانگی، در داخل خانه نگهداری می‌شوند. با این‌حال، آن‌ها می‌توانند مستعد چاقی باشند، و باید در رژیم غذایی آن‌ها دقت شود. شورت‌هیرها معمولاً ساکت و هوشیار هستند، صدای کم و سطح فعالیت متوسطی دارند، در مواقعی که کسی در خانه نباشد، بدون سروصدا در خانه منتظر می‌مانند تا صاحبانشان برگردند.

## سلامتی
کمیته نژادهای گربه در بریتانیا، موکوتاه بریتانیایی را گربه‌ای با عمر طولانی با نرخ امید به زندگی ۱۴ تا ۲۰ سال می‌داند. داده‌های کلینیک‌های دامپزشکی از انگلستان میانگین طول عمر ۱۱٫۸ سال را نشان می‌دهد. داده‌های بیمهٔ سوئد، میانگین طول عمر این نژاد را بیش از ۱۲٫۵ سال نشان می‌دهد. ۸۲ درصد از شورت‌هیرها تا ۱۰ سال یا بیشتر و ۵۴ درصد از آن‌ها تا ۱۲٫۵ سال یا بیشتر عمر کرده‌اند.
کاردیومیوپاتی هایپرتروفیک (HCM) می‌تواند یک مشکل سلامتی در این نژاد باشد. یک مطالعه در دانمارک، با بیش از ۳۲۹ گربه، نشان داد که ۲۰٫۴ درصد از نرها و ۲٫۱ درصد از ماده‌های موکوتاه، به HCM مبتلا بودند. علاوه بر این، ۶٫۴ درصد از نرها و ۳٫۵ درصد از ماده‌ها وضعیت مبهمی در مورد ابتلا به این عارضه داشتند.
تصور می‌شود که این نژاد، در معرض خطر بالای بیماری کلیه پلی‌کیستیک (PKD) قرار دارد.

### مشکلات سلامتی بالقوه
بیماری کلیه پلی‌کیستیک
این بیماری در کلیه گربه، کیست ایجاد می‌کند و باعث نارسایی این اندام می‌شود. بیماری کلیهٔ پلی‌کیستیک از طریق آزمایش ژنتیک یا سونوگرافی قابل تشخیص است. هیچ درمانی برای بیماری کلیه پلی‌کیستیک وجود ندارد اما داروهایی وجود دارند که می‌توانند عوارض و پیشرفت آن را کاهش دهند.
بیماری ماهیچهٔ قلب (کاردیومیوپاتی)
در این بیماری، ماهیچهٔ قلب گربه، ضخیم می‌شود که مقدار خون پمپ‌شده را محدود می‌کند و منجر به لخته‌شدن خون و نارسایی می‌شود. کاردیومیوپاتی را می‌توان از طریق سونوگرافی، نوار قلب و اشعه اِکس تشخیص داد. داروها می‌توانند فراوانی و پیشرفت این بیماری را کاهش دهند.

### پُرکاری تیروئید
برخی از شورت‌هیرهای بریتانیایی پرکاری تیروئید دارند که ناشی از تولید بیش از حد هورمون تیروئید است که متابولیسم را تحت تأثیر قرار می‌دهد. این عارضه، مشکلات جدی برای گربه‌ها ایجاد می‌کند زیرا هورمون تیروئید تقریباً بر همه اندام‌های گربه‌ها، به ویژه قلب آن‌ها تأثیر می‌گذارد. گربه‌های مُسن‌تر، به‌طور کلی، بیشتر مستعد ابتلا به آن هستند. برخی از علائم، شامل کاهش وزن، نفس‌نفس زدن و بیماری «پوشش چرب» است. گربه‌های مبتلا به پرکاری تیروئید برای درمان، نیاز به جراحی و مصرف دارو دارند.

### سیستیت
سیستیت، مجاری ادراری گربه‌ها را تحت تأثیر قرار می‌دهد و منجر به التهاب در مثانه آن‌ها می‌شود. این بیماری به‌سختی قابل درمان است. استرس، عفونت‌های باکتریایی و سنگ مثانه معمولاً باعث سیستیت می‌شوند. برخی از علائم سیستیت، عبارت‌اند از تکرر ادرار و وجود خون در ادرار گربه. گربه‌های مبتلا به سیستیت، به آب فراوان و رژیم غذایی خاص پزشکی نیاز دارند. درمان‌ها نیز شامل مصرف داروهای ضدالتهاب و آنتی‌بیوتیک است.